# Drūtupis
Drūtupis je potok v západní Litvě, v Žemaitsku, v okrese Tauragė, levý přítok Šešuvisu. Pramení v lese Sakalinės miškas, 11 km na východojihovýchod od krajského města Tauragė. Klikatí se v celkovém směru západoseverozápadním. V obci Baltrušaičiai protéká rybníkem o ploše přibližně 6 ha a poté se zde vlévá do Šešuvisu, jako jeho levý přítok 16,8 km před jeho ústím do Jūry. Skoro celý tok je regulovaný.

## Obce při potoku
Puikiai, Balandžiai, Drūtaviškiai, Padrūtupiai, Baltrušaičiai.

## Přítoky
Drūtupis má pouze jeden pravý přítok jménem Melnyčėlė, která se vlévá do Drūtupisu 2,7 km od jeho ústí (její hydrologické pořadí: 16010921).